# Mae Jemison
Mae Carol Jemison (Decatur, Alabama, 17 de octubre de 1956) es una ingeniera, médica y exastronauta de la NASA. Fue la primera mujer estadounidense afroamericana en viajar al espacio. Sirvió como especialista de misión en el transbordador espacial Endeavour. Jemison se unió al cuerpo de astronautas de NASA en 1987 y fue seleccionada para servir en la misión STS-47. En esta, orbitó la Tierra durante casi ocho días desde el 12 hasta el 20 de septiembre de 1992.
Nació en Alabama y vivió en Chicago. Jemison se graduó en la Universidad de Stanford con títulos en Ingeniería Química y estudios africanos y afroamericanos. Luego, obtuvo su título de médico en la Universidad Cornell. Fue médica para el Cuerpo de Paz en Liberia y Sierra Leona desde 1983 hasta 1985 y trabajó como médica general. En busca de convertirse en astronauta, solicitó trabajo en la NASA.
Jemison dejó de trabajar para la NASA en 1993 y fundó una empresa de investigación tecnológica. Después, formó una fundación educativa sin fines de lucro y la utilizó para promover el proyecto 100 Year Starship, fundado por DARPA. Jemison ha escrito libros para niños y ha aparecido en televisión varias veces, incluyendo un episodio de Star Trek: The Next Generation en 1993. Fue otorgada doctorados honorarios y ha sido incluida en el Salón Nacional de la Fama de las Mujeres y en el Salón Internacional de la Fama del Espacio.

## Su juventud y educación
Mae Carol Jemison nació en Decatur, Alabama, el 17 de octubre de 1956. Es la tercera hija de Charlie Jemison y Dorothy Jemison (née Green). Su padre era supervisor de mantenimiento para una organización benéfica y su madre trabajó durante la mayor parte de su vida como maestra de escuela primaria de inglés y matemáticas en la Escuela Primaria Ludwig van Beethoven en Chicago, Illinois. La familia vivió primero en Woodlawn y luego en las cercanías de Morgan Park. Jemison sabía desde su infancia que quería estudiar la ciencia e ir al espacio. El programa de televisión "Star Trek" y, en particular, la interpretación de la actriz afroamericana Nichelle Nichols del teniente Uhura, avivó más su interés en el espacio.
Jemison disfrutaba el estudio de la naturaleza y la fisiología humana, usando sus observaciones para aprender más acerca de la ciencia. Aunque sus padres apoyaron su interés en esta, no siempre tuvo el apoyo de sus maestros. Cuando Jemison le dijo a su profesora de guardería que quería ser científica de mayor, ella le preguntó si se refería a ser enfermera. La falta de astronautas femeninas en las misiones Apolo la frustraban: "Todo el mundo estaba emocionado con el espacio, pero recuerdo que me irritaba mucho que no hubiese astronautas mujeres".
Jemison comenzó a estudiar ballet a los ocho o nueve años y entró al instituto a los doce, donde se unió al equipo de animadoras y al club de danza moderna. Jemison tuvo una gran pasión por la danza desde temprana edad. Aprendió varios estilos de baile, incluyendo el africano y el japonés, y también el ballet, el jazz, y la danza moderna. De niña, Jemison aspiraba a ser bailarina profesional. A los catorce, audicionó para el papel principal de Maria en West Side Story. No consiguió ese papel, pero fue seleccionada como bailarina de fondo.
Después de graduarse del Morgan Park High School en 1973, Jemison entró a la Universidad de Stanford cuando tenía dieciséis años. Aunque era muy joven para irse de casa, Jemison luego dijo que esto no la inquietó porque era "ingenua y suficientemente obstinada." Había muy pocos estudiantes afroamericanos además de Jemison en sus clases, y continuó experimentando discriminación por parte de sus maestros. En una entrevista con The Des Moines Register en 2008, Jemison dijo que fue difícil ir a Stanford a los dieciséis, pero que su arrogancia juvenil la ayudó; afirmó que un poco de arrogancia es necesaria para que las mujeres y las minorías tengan éxito en una sociedad dominada por hombres blancos.
En Stanford, Jemison se desempeñó como directora de la Unión de Estudiantes Negros. También coreografió una producción musical y de danza llamada Out of the Shadows. Durante su último año en la universidad, le resultó difícil decidirse entre ir a la Escuela Médica o seguir con su carrera como bailarina profesional después de graduarse; se graduó de Stanford en 1977 y recibió una licenciatura B.S. en ingeniería química y otra B.A. en estudios africanos y afroamericanos. Mientras estaba en Stanford, también realizó estudios relacionados con su interés de la infancia por el espacio y por primera vez consideró postularse para la NASA.

## Carrera médica

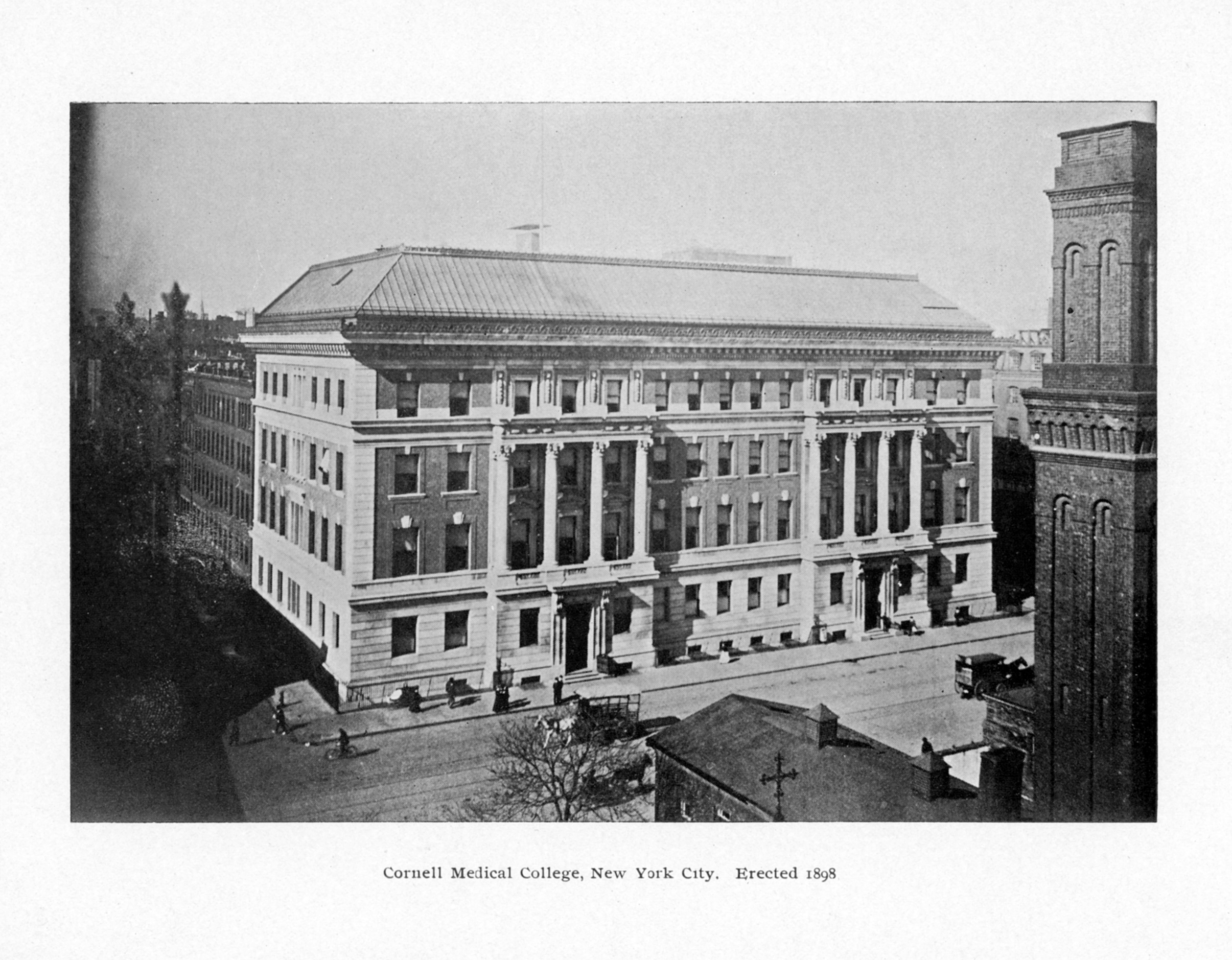
New York City - Cornell Medical College

Jemison asistió a la Escuela de Medicina de Cornell y durante su formación viajó a Cuba para realizar un estudio financiado por la Asociación Estadounidense de Estudiantes de Medicina y a Tailandia donde trabajó en un campo de refugiados de Camboya. También trabajó para Flying Doctors, estacionado en África Oriental. Durante sus años en Cornell, Jemison continuó estudiando danza, inscribiéndose en clases en el Alvin Ailey American Dance Theater. Después de graduarse con un doctorado en medicina en 1981, hizo una pasantía en el Centro Médico USC del condado de Los Ángeles en 1982 y trabajó como médico general para Ross-Loos Medical Group.
Jemison se unió al personal del Cuerpo de Paz en 1983 y se desempeñó como oficial médico hasta 1985. Fue responsable de la salud de los voluntarios del Cuerpo de Paz que servían en Liberia y Sierra Leona. Jemison supervisó la farmacia, el laboratorio y el personal médico del Cuerpo de Paz, además de brindar atención médica, escribir manuales de autocuidado y desarrollar e implementar pautas para cuestiones de salud y seguridad. También trabajó con los Centros para el Control de Enfermedades ayudando con la investigación de varias vacunas.

## Carrera en la NASA

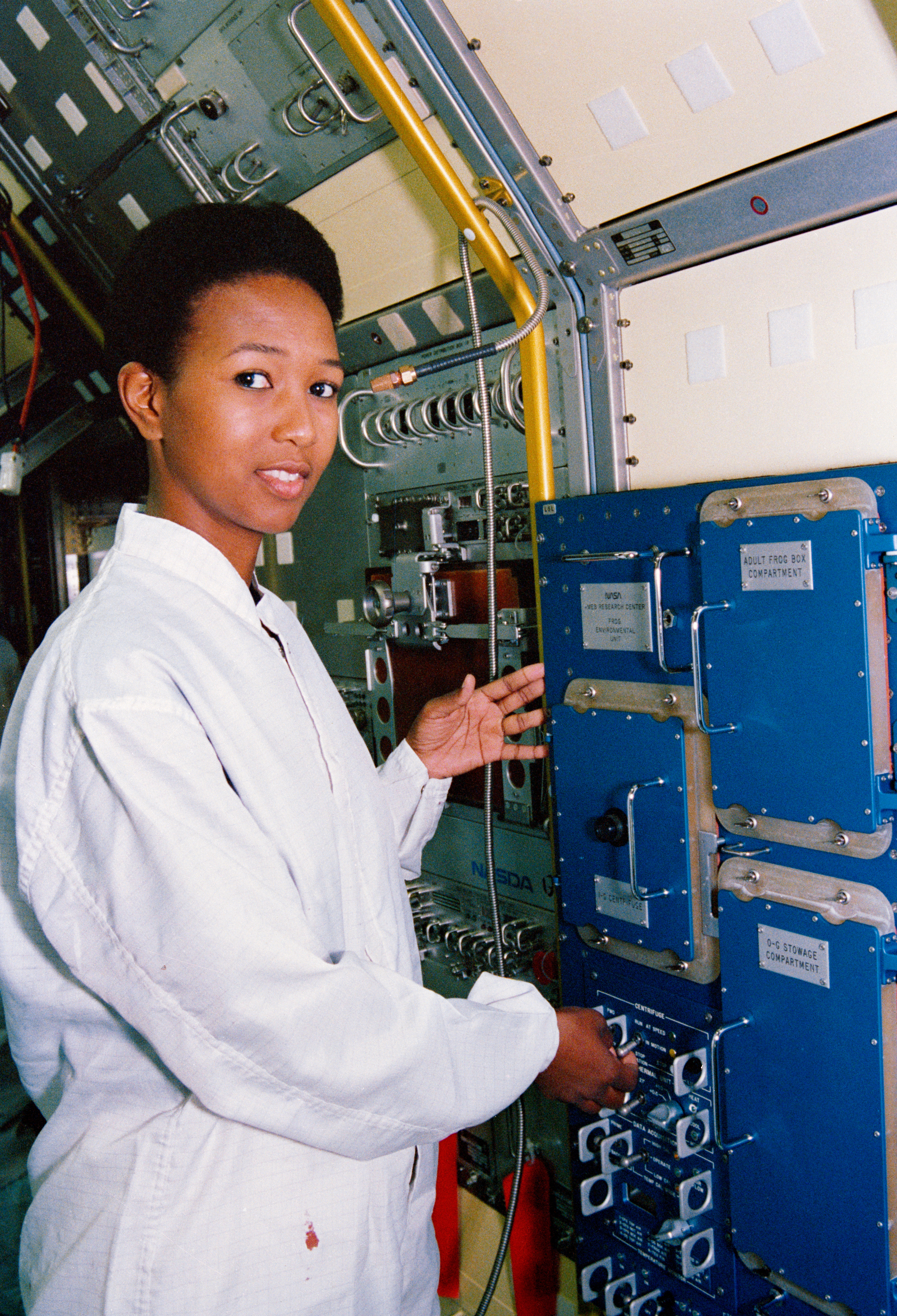
Jemison en el Centro espacial John F. Kennedy en 1992

Al regresar a los Estados Unidos, después de servir en el Cuerpo de Paz, Jemison se instaló en Los Ángeles, California. Allí, comenzó a practicar medicina privada y tomó cursos de ingeniería de nivel de posgrado. Los vuelos de Sally Ride y Guion Bluford en 1983 inspiraron a Jemison a solicitar el programa de astronautas. Jemison solicitó por primera vez para el programa de entrenamiento de astronautas de la NASA en octubre de 1985, pero la NASA pospuso la selección de nuevos candidatos después del desastre del transbordador espacial Challenger en 1986. Jemison volvió a solicitar en 1987 y fue elegida de entre aproximadamente 2000 candidatos para ser una de las quince personas en el Grupo de Astronautas #12 de la NASA, el primer grupo seleccionado tras el desastre del Challenger. The Associated Press habló de ella como la "primera mujer astronauta negra" en 1987. CBS presentó a Jemison como una de las "solteras más elegibles" del país en Best Catches, un especial de televisión presentado por Phylicia Rashad y Robb Weller en 1989.
El trabajo de Jemison con la NASA antes del lanzamiento del transbordador incluyó actividades de apoyo al lanzamiento en el Centro Espacial Kennedy en Florida y la verificación del software del transbordador en el Laboratorio de Integración de Aviónica del Transbordador (SAIL, por sus siglas en inglés). El 28 de septiembre de 1989, fue seleccionada para unirse a la tripulación del STS-47 como Especialista de Misión 4 y también fue designada Especialista de Misión Científica, un nuevo rol de astronauta que la NASA estaba probando para enfocarse en experimentos científicos.

### STS-47

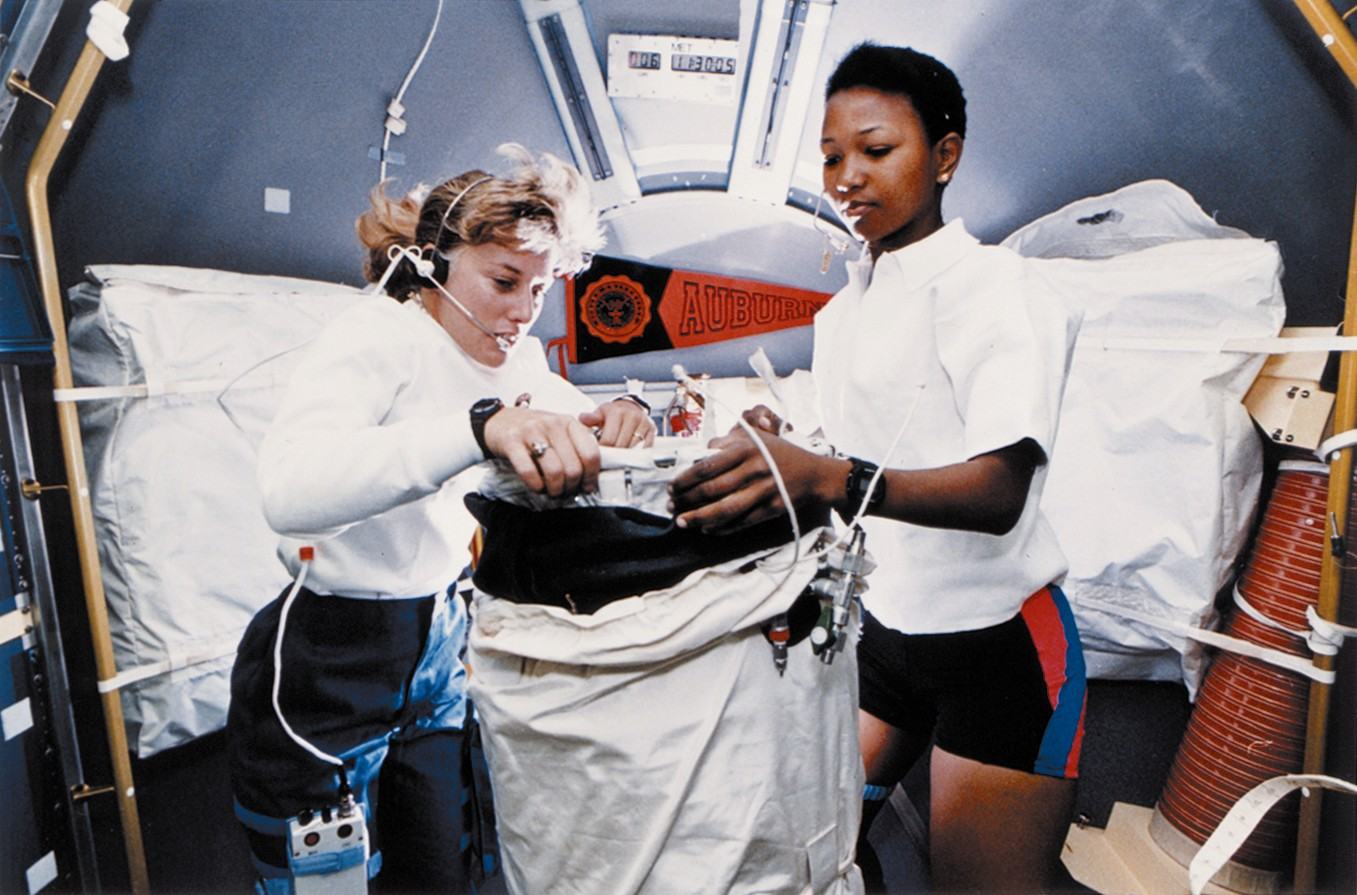
Astronautas Dr. N. Jan Davis (izquierda) and Dr. Mae C. Jemison (derecha)

Jemison voló su única misión espacial del 12 al 20 de septiembre de 1992, en STS-47, una misión cooperativa entre los Estados Unidos y Japón, así como la 50.ª misión del transbordador. Jemison registró 190 horas, 30 minutos, 23 segundos en el espacio y orbitó la tierra 127 veces. La tripulación se dividió en dos turnos con Jemison asignado al "Blue Shift" o el Turno Azul. A lo largo de la misión de ocho días, comenzó a comunicarse en su turno con el saludo "Frecuencias de llamada abiertas", una cita de Star Trek. Jemison trajo al vuelo con ella un póster del Alvin Ailey American Dance Theater. También llevó una estatuilla de África Occidental y una foto de la aviadora pionera Bessie Coleman, la primera mujer afroamericana con una licencia de piloto internacional.

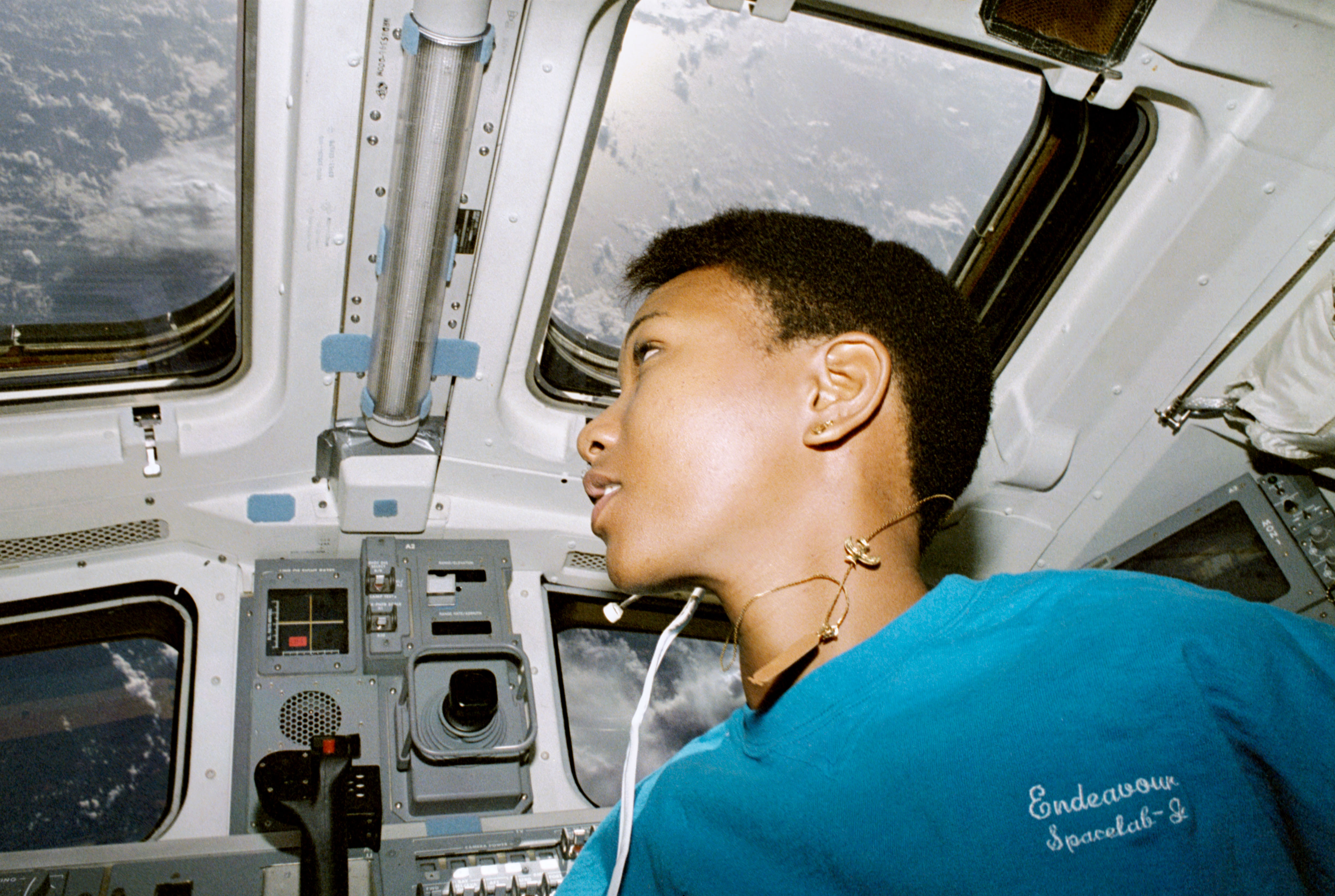
Jemison durante su misión del transbordador espacial STS-47

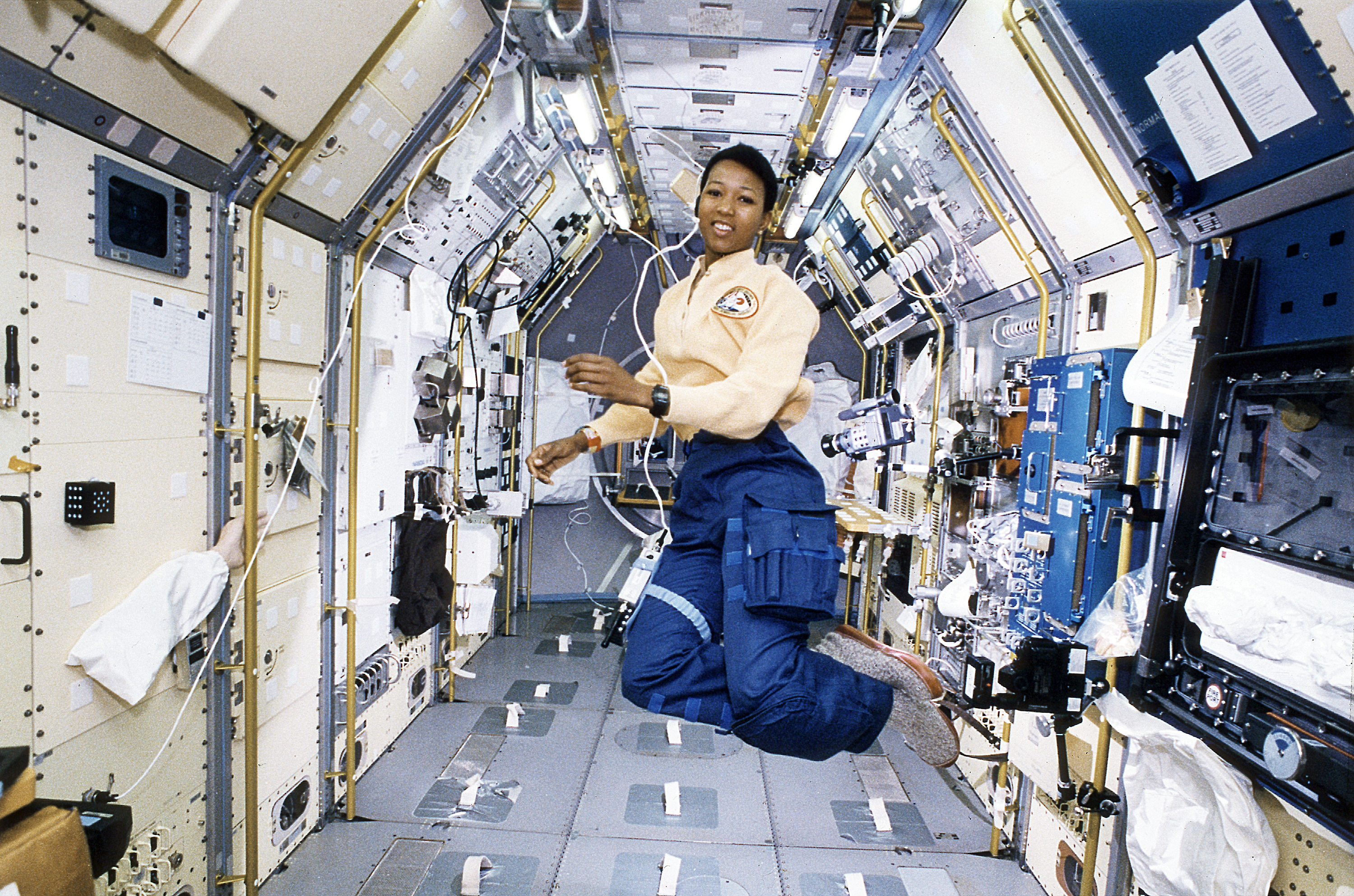
Jemison a bordo del módulo Spacelab Japan en Endeavour

STS-47 llevó el módulo Spacelab Japan, una misión cooperativa entre los Estados Unidos y Japón que incluyó 43 experimentos de procesamiento de materiales y ciencias biológicas de Japón y Estados Unidos. Jemison y el astronauta japonés Mamoru Mohri fueron entrenados para usar el Ejercicio de Entrenamiento de Retroalimentación Autogénica (AFTE, por sus siglas en inglés), una técnica desarrollada por Patricia S. Cowings que usa biorretroalimentación y entrenamiento autógeno para ayudar a los pacientes a monitorear y controlar su fisiología como un posible tratamiento para mareo, ansiedad y trastornos relacionados con el estrés.
A bordo del módulo Spacelab Japan, Jemison probó el Sistema de Terapia de Fluidos de la NASA, un conjunto de procedimientos y equipos para producir agua para inyección, desarrollado por Sterimatics Corporation. Luego usó bolsas intravenosas y un método de mezclar, desarrollado por Baxter Healthcare, para usar el agua del paso anterior para producir solución salina en el espacio. Jemison también fue coinvestigadora de dos experimentos de investigación de células óseas. Otro experimento en el que participó consistía en inducir a las ranas hembra a ovular, fertilizar los huevos y luego ver cómo se desarrollaban los renacuajos en gravedad cero.

### Renuncia de la NASA
Después de su regreso a la Tierra, Jemison renunció de la NASA en marzo de 1993 con la intención de iniciar su propia empresa. El escritor y gerente de entrenamiento de la NASA, Homer Hickam, quien había entrenado a Jemison para su vuelo, expresó más tarde cierto pesar por su partida.

## Carrera posterior a la NASA

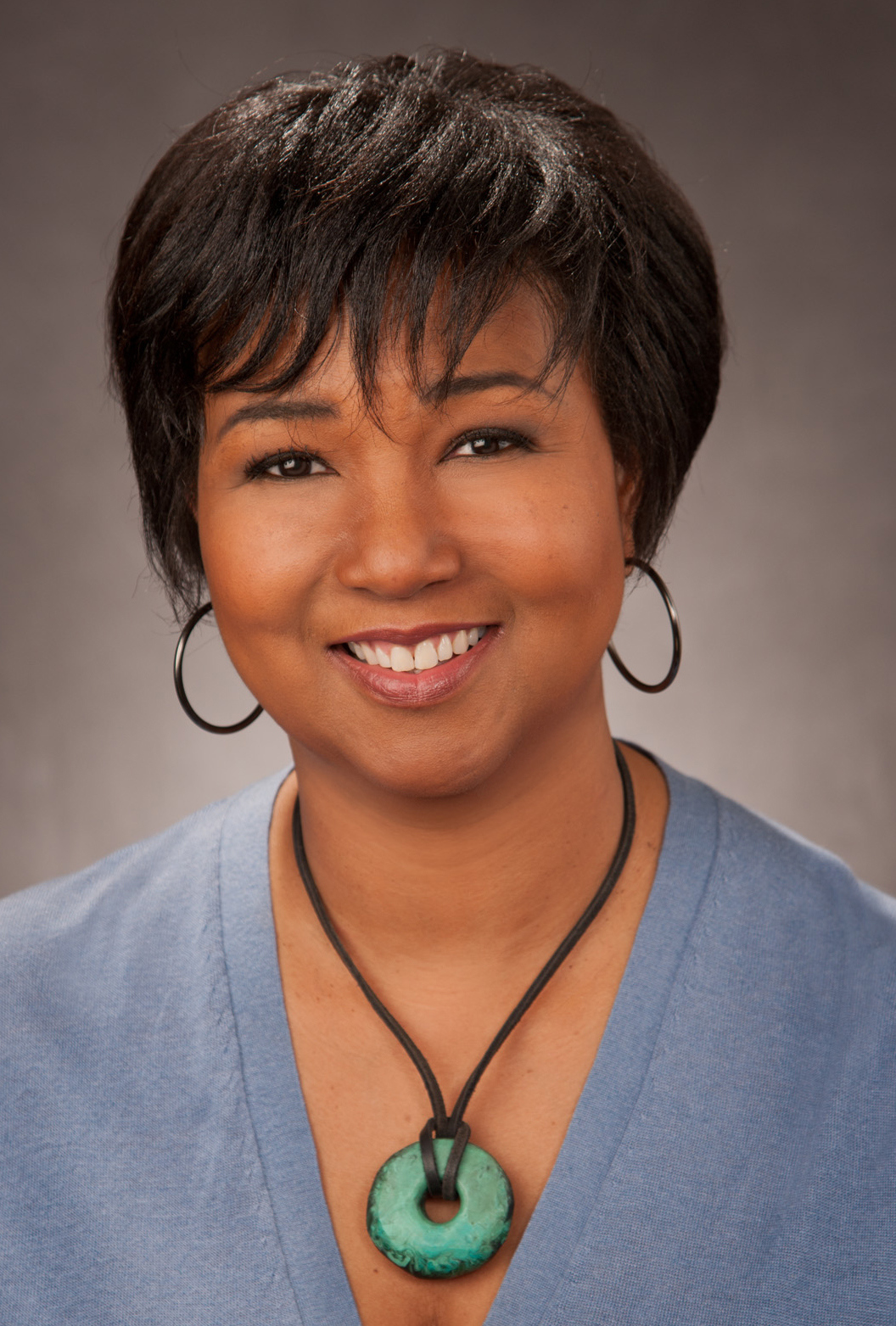
Mae Jemison en 2013

Jemison sirvió en la junta directiva de la World Sickle Cell Foundation (Asociación mundial contra la anemia falciforme) entre 1990 y 1992. En 1993, fundó The Jemison Group Inc., una empresa de consultoría que estudia el impacto sociocultural de los avances tecnológicos y el diseño. Jemison también fundó la Dorothy Jemison Foundation for Excellence (Fundación Dorothy Jemison para la excelencia), nombrándola en honor a su madre. Uno de los proyectos de la fundación es The Earth We Share, un campamento científico para estudiantes de entre 12 y 16 años. Fundado en 1994, los campamentos se han celebrado en la Universidad de Dartmouth, la Escuela de Minas de Colorado, Choate Rosemary Hall y otros lugares en los Estados Unidos, así como se han dado internacionalmente en Sudáfrica, Túnez y Suiza. La Dorothy Jemison Foundation también patrocina otros eventos y programas, entre los que se encuentran la competición de ensayos Shaping the World, Listening to the Future (un programa de encuestas dirigido a obtener opiniones de estudiantes), Earth Online (una sala de chat en línea que permite a los estudiantes comunicarse de manera segura y discutir ideas sobre el espacio y la ciencia), y la Reality Leads Fantasy Gala.
Jemison fue profesora de estudios ambientales en la Universidad de Dartmouth de 1995 a 2002, donde dirigió el Jemison Institute for Advancing Technology in Developing Countries (Instituto Jemison para el avance de la tecnología en países en desarrollo). En 1999, también fue profesora general Andrew D. White en la Universidad Cornell. Jemison continúa abogando fuertemente a favor de la educación científica y logrando que los estudiantes de grupos minoritarios se interesen en la ciencia. Es miembro de varias organizaciones científicas, como la American Medical Association, la American Chemical Society , la Association of Space Explorers y la American Association for the Advancement of Science.
En 1999, Jemison fundó BioSentient Corp y obtuvo la licencia para comercializar AFTE, la técnica que ella y Mohri probaron en sí mismos durante STS-47.
En  2012, Jemison hizo la oferta ganadora para el proyecto DARPA 100 Year Starship a través de la Dorothy Jemison Foundation for Excellence. Esta recibió una subvención de US$500.000 para continuar trabajando. La nueva organización mantuvo el nombre organizativo 100 Year Starship, en el que Jemison es actualmente directora.
En 2018, colaboró con Bayer Crop Science y National 4-H Council  para la iniciativa llamada Science Matters, cuyo objetivo fue alentar a los niños jóvenes a entender y perseguir las ciencias agrícolas.

## Libros
El primer libro de Jemison, Find Where the Wind Goes (2001), es una memoria de su vida escrita para niños. En ella, describe su infancia, el tiempo que pasó en Standford, en el Cuerpo de Paz y como astronauta. School Library Journal encuentra las historias sobre sus primeros años las más atractivas. Book Report encuentra que la autobiografía brinda una visión realista hacia las interacciones con sus profesores, cuyo trato hacia ella no se basó en su inteligencia, sino en los estereotipos de la mujer negra.
Su serie de cuatro libros infantiles A True Book, publicada en 2013, está coescrito con Dana Meachen Rau. Cada libro de la serie tiene un desafío “Find the Truth” (“Encuentra la verdad”), preguntas de verdadero o falso cuya respuesta es revelada al final de la historia. School Library Journal denomina a la serie como “estudios adecuadamente tentadores” del Sistema Solar, pero critica la inclusión de algunas teorías obsoletas en física y astronomía.

## Perfil público

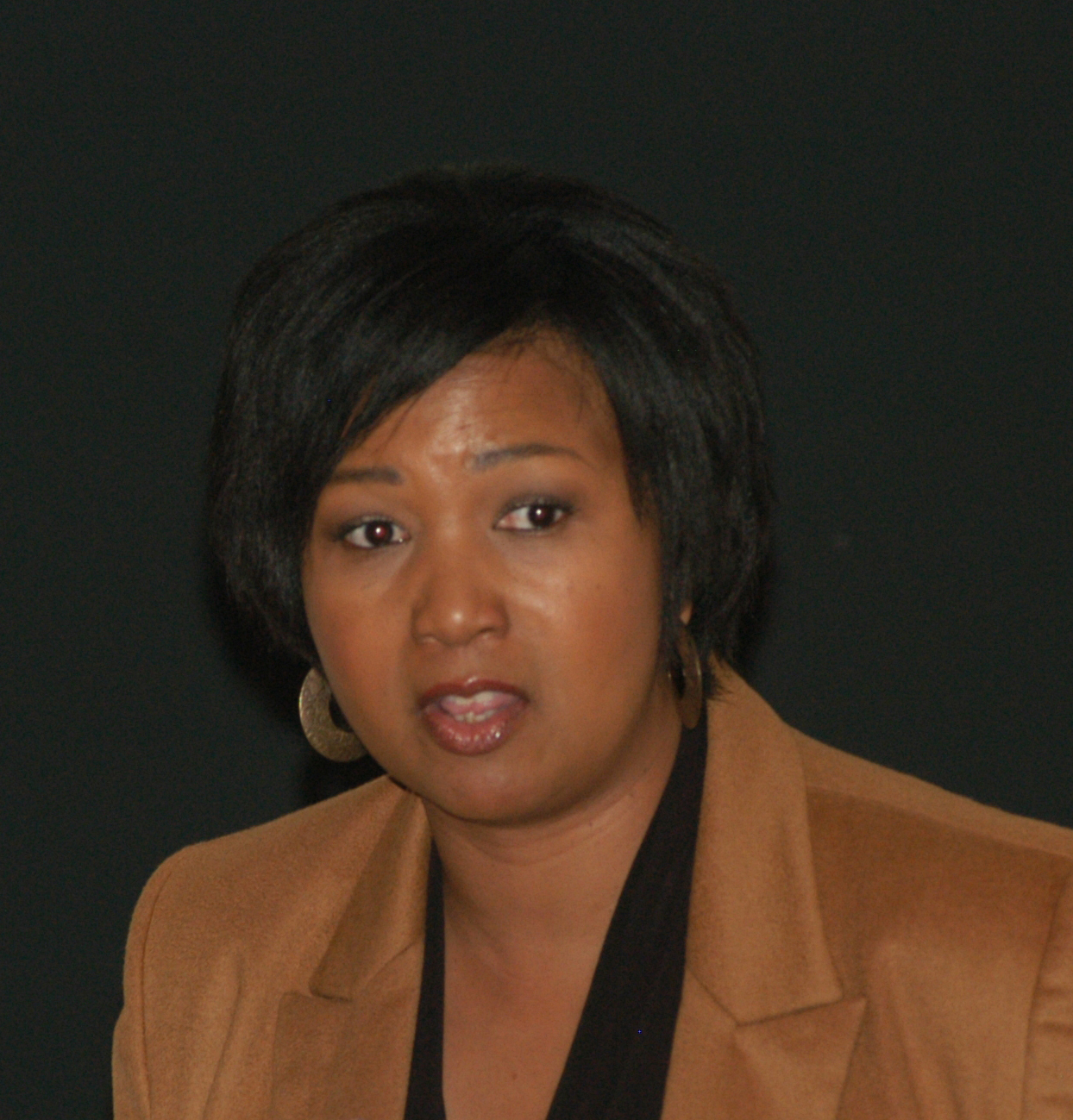
Jemison en un simposio en 2009

Cuando LeVar Burton se enteró de que Jemison era una fanática ávida de Star Trek, le preguntó si estaría interesada en participar en el programa. En 1993, Jemison apareció como la Teniente Palmer en “Second Chances”, un episodio de la serie de televisión de ciencia ficción Star Trek: The Next Generation, convirtiéndose en la primera persona que fue astronauta en la vida real en aparecer en Star Trek.
De 1999 a 2005, Jemison fue nombrada profesora general Andrew Dickson White en la Universidad Cornell.
Jemison es una oradora pública activa que se presenta ante grupos públicos y privados promoviendo la ciencia y la tecnología. “Haber sido astronauta me ofrece una plataforma”, dice Jemison, “pero la arruinaría si solo hablase del transbordador”. Jemison usa su plataforma para denunciar la brecha en la calidad de la asistencia médica entre los Estados Unidos y el Tercer Mundo, diciendo que “Martin Luther King [Jr.]… no solo tuvo un sueño, sino que también actuó para cambiar las cosas”. Jemison también apareció como anfitriona y consultora técnica de la serie de ciencia World of Wonder, que se emitió en Discovery Channel desde 1994 a 1998.
En 2006, Jemison participó en African American Lives, una miniserie de televisión de PBS presentada por Henry Louis Gates, Jr., que estudia el historial familiar de ocho famosos afroamericanos usando investigación histórica y técnicas genéticas. Jemison descubrió, para su sorpresa, que su composición genética cuenta con un 13% de Asia Oriental. También se enteró de que algunos de sus ascendientes paternos fueron esclavos en una plantación en el condado de Talladega, Alabama.
Jemison participó en el desfile de moda Red Dress Heart Truth, vistiendo Lyn Devon, durante la New York Fashion Week de 2007 para ayudar a recaudar fondos para combatir las enfermedades del corazón. En mayo del mismo año, fue la oradora de graduación y tan solo la undécima persona en los 52 años de historia de Harvey Mudd College en recibir un grado honorario D.Eng.
El 17 de febrero de 2008, Jemison fue la oradora principal del centenario de la fundación de Alpha Kappa Alpha, la primera hermandad establecida por mujeres universitarias afroamericanas. Jemison rindió homenaje a Alpha Kappa Alpha llevando consigo el estandarte de la hermandad al transbordador. Su traje espacial es parte de la Exhibición Centenaria itinerante de la hermandad. Jemison es miembro honoraria de Alpha Kappa Alpha.
Jemison participó con la primera dama Michelle Obama en un foro para niñas prometedoras en las escuelas públicas de Washington D. C. en marzo de 2009.
En 2014, Jemison también apareció en la Universidad de Wayne State para su almuerzo anual en tributo al Dr. Martin Luther King, Jr. En 2016, se asoció con Bayer Corporation para promocionar y promover la alfabetización científica en las escuelas, enfatizando la experimentación práctica.
Participó en la serie de conferencias  de la Universidad Estatal de Míchigan, “Slavery to Freedom: An American Odyssey”, en febrero de 2017. En mayo de 2017, Jemison dio el discurso de graduación en la Universidad Rice. Habló del 100 Year Plan, la ciencia y la educación y otros temas en la Universidad Western Michigan, también en mayo de 2017.
En 2017, LEGO lanzó el set de “Mujeres de la NASA”, con minifiguras de Jemison, Margaret Hamilton, Sally Ride y Nancy Grace Roman. El Doodle de Google del 8 de marzo de 2019 (Día Internacional de la Mujer) incluyó una cita de Jemison: “Nunca te limites al pensamiento limitado de otras personas”.

## Vida personal
Jemison montó un estudio de danza en su casa y ha coreografiado y producido varios espectáculos de jazz moderno y danza africana.
En la primavera de 1996, Jemison presentó una denuncia contra un oficial de policía de Texas, acusándolo de brutalidad policial durante una parada de tráfico que acabó con su arresto. Fue detenida por el oficial Henry Hughes de Nassau Bay, presuntamente por haber hecho un giro en U ilegal, y arrestada después de que Hughes encontrara una orden de arresto pendiente contra Jemison por una multa de exceso de velocidad. En el proceso de su arresto, el oficial le torció la muñeca y la obligó a tirarse al suelo, además de hacerla caminar descalza desde el vehículo policial hasta la comisaría. En su denuncia, Jemison dijo que el oficial la maltrató física y emocionalmente. El abogado de Jemison dijo que ella creía que ya había pagado la multa por exceso de velocidad hace años. Pasó varias horas en la cárcel y fue tratada en un hospital después de su liberación por moretones profundos y una herida en la cabeza. El oficial de Nassau Bay fue suspendido de sueldo a la espera de investigación, pero la investigación policial lo absolvió de infracciones. Jemison presentó una demanda judicial contra la ciudad de Nassau Bay y el oficial.